# اوست-کالمانکا

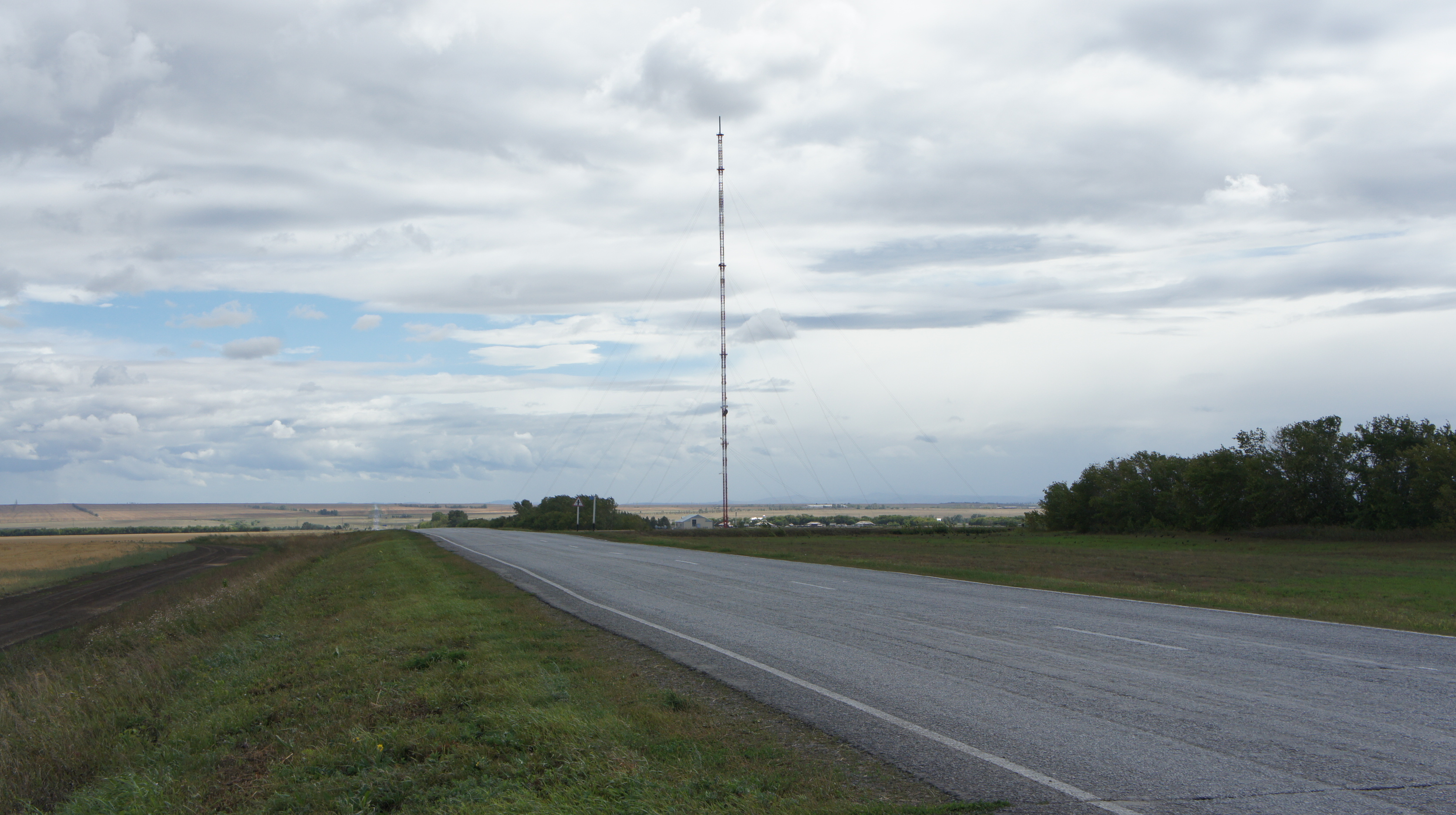
جاده‌ای در اوست کالامانکا، آلتای

اوست-کالمانکا (روسی: Усть-Калманка) یک منطقهٔ مسکونی در روسیه است که در سرزمین آلتای واقع شده‌است.